# 5147 Maruyama
5147 Maruyama è un asteroide della fascia principale. Scoperto nel 1992, presenta un'orbita caratterizzata da un semiasse maggiore pari a 2,6203874 UA e da un'eccentricità di 0,2029826, inclinata di 8,32974° rispetto all'eclittica.